# Fissidens nigro-viridis
Fissidens nigro-viridis là một loài Rêu trong họ Fissidentaceae. Loài này được E.S. Salmon mô tả khoa học đầu tiên năm 1899.